# Pseudapis aliceae
Pseudapis aliceae är en biart som först beskrevs av Cockerell 1935.  Pseudapis aliceae ingår i släktet Pseudapis och familjen vägbin. Inga underarter finns listade i Catalogue of Life.